# Île Gossip
L'île Gossip est une île de Colombie-Britannique dans le détroit de Géorgie, l'une des îles Gulf.